# 东湖街道 (喀什市)
东湖街道，是中华人民共和国新疆维吾尔自治区喀什地区喀什市下辖的一个街道办事处。
2015年4月3日，新疆维吾尔自治区人民政府批复同意喀什市分别从多来特巴格乡和恰萨街道办事处划入部分区域，设立东湖街道办事处，街道办事处驻艾尔斯兰汗北路232号（原军粮供应站）。

## 行政区划
东湖街道下辖以下地区：
东湖社区、时代广场社区、汇城社区、多来特巴格路社区、新兴纺织社区居委会、永康社区、慕士塔格路社区和世纪大道社区。